# "Wildcats" derivados del .30-06 Springfield
Los cartuchos "Wildcat" derivados .30-06 Springfield  han sido desarrollados a partir del Springfield 30-06 como cartucho principal, mediante modificaciones, ya sea por estrechamiento o la ampliación del cuello del casquillo, y/o modificación del ángulo del hombro, entre otros cambios ligeros, adaptándolo para alojar una bala más pequeña o más grande en un intento de mejorar el rendimiento en áreas específicas. Dichos cartuchos "Wildcat" no están estandarizados con organismos reconocidos de estandarización de armas portátiles como el SAAMI y el CIP .

## Cartucho principal
El cartucho Springfield 30-06 o 7,62 × 63 mm en notación métrica, se introdujo en el ejército de los Estados Unidos en 1906 (de ahí «06»), donde estuvo en servicio hasta finales de la década de 1970. Sigue siendo un cartucho deportivo muy popular, principalmente para fines cinegéticos, con municiones producidas por los principales fabricantes.
El casquillo original cuenta con una capacidad de carta de 4,43 ml (68,2 granos). La forma exterior del casquillo se diseñó para promover una alimentación y extracción confiables de la vaina en condiciones extremas, tanto para fusiles de cerrojo como para ametralladoras.
Dimensiones máximas de CIP para el .30-06 Springfield. Todos las medidas en milímetros (mm).

## Wildcats
.22-06 (también .223–06) - con el cuello ajustado para aceptar una bala calibre .224. 
El .22-06 usa el mismo proyectil que el .223 Remington y se usa con frecuencia para la caza de alimañas, ofreciendo al tirador una recámara de largo alcance, alta velocidad y, por lo tanto, una trayectoria plana, adecuada para ese deporte. El similar .226 Express, además de reducir el diámetro del cuello, reduce el diámetro del hombro para imponer una forma cónica de cuerpo largo y delgado en la vaina .30-06.
6mm-06 (también .243–06) - con el casquillo ajustado al calibre .243. Inicialmente considerado exagerado, los defensores del 6mm-06 argumentan que el cartucho es más práctico luego del desarrollo y la disponibilidad de pólvoras de combustión más lenta capaces de explotar la mayor capacidad de Vaina. El cartucho tiene mayor capacidad de carga que el .243 Winchester o el 6mm Remington, un poco más de capacidad que el .240 Weatherby Magnum y un poco menos de capacidad que el cartucho wildcat de 6 mm-284. El 6mm-06 puede impulsar un proyectil calibre .243 de 6,8 gramos a más de 970 metros por segundo, que resulta en una ventaja balística sobre las ofertas no magnum .243 de Winchester y Remington, particularmente en rangos más largos. Debido a la amplia disponibilidad de vainas económicas sobre las que se basa, el 6mm-06 también es menos costoso que los modelos comparables de largo alcance como el .240 Weatherby Magnum y el 6mm-284.
.243 Catbird - Es básicamente un .270 Winchester con el cuello reducido a una bala .243 y el hombro con ángulo aumentado a 35 grados. Siendo el .270 Winchester un cartucho estandarizado del mismo diseño que el .30-06 excepto que la vaina es 1,2 mm más larga y tiene el cuello hasta el calibre .270. Por lo tanto, el .243 Catbird es un 6mm-06 con un hombro de 35 grados y una vaina 1,2 mm más larga.
El .243 Catbird fue desarrollado por Kenny Jarrett de Jarrett Rifles para lograr 1200 m/s (4000 pps) con una bala de 4,4-4,5 gramos. Las pruebas de rendimiento reales mostraron que el cartucho alcanzó 1240 metroa por segundo con una bala de 4,5 granos, 1155 metros por segundo con una bala de 5,5 gramos y 1060 metros por segundo con un proyectil de 6,1 gramos.
.25-06 Remington -  ajustado a calibre .25. El .25-06 fue un cartucho Wildcat durante casi 50 años antes de que Remington Arms lo «domesticara» en 1969 a través de la estandarización y comercializara el cartucho como .25-06 Remington.
6,5-06 (o 6,5mm/06) - cuello reducido para aceptar una bala de 6,5&nbspmm: el 6,5-06 ofrece un rendimiento balístico entre el .25-06 Remington y el .270 Winchester comercializados con claras ventajas sobre ambos en aplicaciones particulares de largo alcance a través de una amplia selección de balas con altos coeficientes balísticos que producen un mejor rendimiento de rango extendido. Esta cámara fue estandarizada como 6,5-06 A-Square con SAAMI en 1997 por A-Square Company, un fabricante de armas y municiones con sede en los Estados Unidos. Más de 80 años antes, se comercializó un cartucho casi idéntico como .256 Newton. El .256 Newton adolecía de la falta de pólvoras de combustión más lenta capaces de aprovechar la gran capacidad de la vaina. Los fabricantes de municiones dejaron de fabricar el .256 Newton en 1938, 20 años después de que la compañía de armas de fuego construida por Charles Newton, que creó el cartucho, quebrara. Hay pequeñas diferencias dimensionales entre el .256 Newton y el 6,5-06 estandarizado más tarde por A-Square: el .256 Newton tiene una mayor conicidad del cuerpo, el hombro se mueve hacia atrás y tiene un hombro más afilado de 23 grados mientras que el 6,5-06 tiene un hombro de 17,5 grados como la vaina del 30-06. SAAMI enumera el 6,5-06 A-Square en la tabla de planos de recámara y cartucho de fusil de fuego central con fecha del 3 de junio de 2012, y el plano del 6,5-06 todavía estaba disponible en SAAMI en marzo de 2018. El estándar completo ANSI/SAAMI Z299.4 del American National Standards Institute (ANSI)/SAAMI de 2015 para municiones de fusil de fuego central ya no incluye el cartucho 6,5-06 A-Square. A-Square quebró en 2012 y ningún fabricante importante fabrica municiones cargadas o vainas de latón para el 6,5-06 en marzo de 2018.
7mm-06 - cuello hacia abajo para aceptar una bala de 7 mm. Se originó durante la experimentación con balas de 7 mm en vainas de latón 30-06 excedentes económicas. El .280 Remington (o 7 mm Express Remington) es muy similar, pero usa la vaina un poco mas larga del .30-03 de 65 mm, con el espacio superior del hombro extendido un poco más de un milímetro para evitar colocar cartuchos del .270 Winchester. Los primeros cartuchos de desarrollo internos de Remington tenían el sello de culote RP 7MM-06 REM pero, para evitar confusiones con wildcats con nombres similares, la estampa de culote se cambió a .280 REM.[cita requerida]</link>
8mm-06 - El 8mm-06 permite a los propietarios de fusiles Mauser, excedentes militares, de 7,92 × 57 mm disparar balas de 8 mm utilizando vainas de latón 30-06 excedentes y económicas sin volver a colocar el cañón en el fusil, solo es necesario cambiar la recámara.
.338-06 - con el cuello levantado para aceptar una bala .338. El .338-06 ofrece a los tiradores la opción de usar balas más pesadas para caza mayor mientras sufren menos retroceso que otros cartuchos calibre .338. La recámara .338-06 fue un wildcat popular que se remonta a fines de la década de 1950. El cartucho fue estandarizado como .338-06 A-Square con SAAMI en 1998 por A-Square Company. Weatherby ofreció por algún tiempo algunos modelos de fusiles con recámara en .338-06 A-Square. El .338-06 es un cartucho de calibre medio práctico, flexible y potente que ofrece un rendimiento sustancialmente similar al prototipo .338 Winchester Short Magnum lanzado más tarde como .325 Winchester Short Magnum mientras produce menos tensión en la bala y el tirador que un cartucho magnum. SAAMI enumera el .338-06 A-Square en la tabla de planos de recámara y cartucho de fusil de fuego central con fecha del 3 de junio de 2012, y el plano del .338-06 todavía estaba disponible en SAAMI en marzo de 2018. El estándar integral ANSI/SAAMI  de 2015 para municiones de fusil de fuego central ya no incluye el cartucho .338-06 A-Square. Nosler todavía producía municiones 338-06 A-Square bajo su etiqueta "Custom Nosler" en marzo de 2018.
.35-06 - Actualmente estandarizado y comercializado como .35 Whelen, este cartucho fue desarrollado por Townsend Whelen para la caza de animales más grandes y potencialmente peligrosos, específicamente caza africana, en acciones de longitud estándar con componentes relativamente económicos (es decir, casquillos de latón 30-06).
.375-06 - cuello aumentado para aceptar una bala .375 - También conocido como .375 Whelen.
.400-06 - Más conocido como el .400 Whelen. Griffin & Howe produjo fusiles para disparar este cartucho, pero se informaron dificultades de espacio de cabeza con el hombro pequeño.
Ackley Improved : PO Ackley fue un notable armero famoso por desarrollar cartuchos wildcat a partir de cartuchos originales como el 30-06 Springfield. Para muchos de los wildcats enumerados anteriormente, y varias de las recámaras comerciales estandarizadas basadas en el cartucho .30-06, existen versiones «Ackley Improved» con hombros más afilados que aumentan la capacidad de la vaina. Estas versiones se indican con las letras «AI» después del nombre del cartucho (por ejemplo, 6,5-06 AI, .30-06 AI, etc. ). Nosler registró el .280 Ackley Mejorado con SAAMI y produce munición cargada.
Cartuchos Gibbs - RE «Rocky» Gibbs fue un experimentador de armas de fuego y armero con sede en Viola, Idaho, en la década de 1950 que  desarrolló una serie de versiones mejorados para recámaras derivados del .30-06 Springfield, incluidos el .25 Gibbs, 6,5 mm Gibbs, .270 Gibbs, 7 mm Gibbs, .30 Gibbs y 8 mm Gibbs al agrandar la vaina, desplazar el hacia adelante y aumentando el ángulo de éste.